# Rimski amfiteater
Rimski amfiteater je amfiteater - veliko, krožno ali ovalno prizorišče na prostem z dvignjenimi sedeži - ki so jih gradili stari Rimljani. Uporabljali so jih za dogodke, kot so gladiatorski boji, venationes (ubijanje živali) in javne usmrtitve. Na območju Rimskega imperija je bilo najdenih približno 230 rimskih amfiteatrov. Zgodnji amfiteatri izvirajo iz republikanske dobe , a so nastali največji v cesarskem obdobju .
Amfiteatri se razlikujejo od cirkusov, hipodromov, ki so bili običajno pravokotni in zgrajeni predvsem za dirke in stadionov, zgrajenih za atletiko. Je pa bilo več teh izrazov včasih uporabljenih za isti kraj. Beseda amfiteatrum pomeni 'gledališče vse naokrog'. Tako se amfiteater od tradicionalnih polkrožnih rimskih gledališč razlikuje po krožni ali ovalni obliki.

## Sestava
Rimski amfiteater je sestavljen iz treh glavnih delov; cavea, arena in vomitorium. 
Sedežno površino imenujemo cavea (prostor za gledalce). Sestavljena je iz koncentričnih vrst klopi, ki so bodisi podprte z loki, vgrajenimi v ogrodje stavbe, bodisi preprosto izkopane v pobočje ali zgrajene z izkopanim materialom, pridobljenim med izkopavanjem borilnega območja (arena).
Cavea je bila tradicionalno organizirana v treh horizontalnih odsekih, ki ustrezajo socialnemu razredu gledalcev:
- Ima cavea je najnižji del cavee in tisti, ki neposredno obkroža areno. Po navadi je bila rezervirana za zgornje sloje družbe.
- Media cavea neposredno sledijo ima cavei in je bila namenjena širši javnosti, čeprav je bila večinoma rezervirana za moške.
- Summa cavea je najvišji del in je bil običajno odprt za ženske in otroke.

Prav tako je bila prva vrsta imenovana prima cavea, zadnja vrsta pa cavea ultima. Cavea je bila razdeljena vertikalno v cunei. Cuneus (latinsko za 'klin', množina, cunei) je bila klinasta delitev, ločena s scalae ali stopniščem.
Obokani vhodi, tako na ravni arene kot znotraj cavee, se imenujejo vomitoria (latinsko za 'bruhalnik'; ednina vomitorium) - prehod, ki je pod ali za vrsto sedežev v amfiteatru ali stadionu, skozi katerega lahko ob koncu predstave hitro izstopijo velike množice.

## Zgodovina

### Zgodnji amfiteatri
Kdaj in kje so bili zgrajeni prvi amfiteatri, ni jasno. Obstajajo zapisi, ki potrjujejo začasne lesene amfiteatre, zgrajene v Forumu Romanumu za gladiatorske igre od 2. stoletja pred našim štetjem in to so lahko izvor arhitekturne oblike, ki je bila kasneje izražena v kamnu. Plinij starejši v svoji knjigi Historia Naturalis trdi, da je bil amfiteater izumljen med spektakli Gaja Skribonija Kuriona leta 53 pr. n. št. Čeprav je to lahko izvor arhitekturnega izraza amfiteatrum, ne more biti izvor arhitekturnega koncepta, saj so bili najdeni zgodnejši kamniti amfiteatri, znani kot spectacula ali amphitheatera .
Jean-Claude Golvin pravi, da so najstarejši znani kamniti amfiteatri najdeni v Kampaniji, v Capui, Kumi in Liternumu, kjer so bili taki kraji zgrajeni proti koncu 2. stoletja pred našim štetjem. Naslednji najstarejši znan amfiteater, pa tudi eden najbolj raziskanih, je amfiteater v Pompejih, ki je varno datiran, da so ga zgradili kmalu po letu 70. pr. n. št. Obstaja razmeroma malo drugih znanih zgodnjih amfiteatrov: tisti v Abelli, Teanumu in Calesu segajo v obdobje Sule (do 78 pr. n. št.), pri Pozzuoli in Telesiji v Avgustovo obdobje (27. pr. n. št. – 14 n. št.). Amfiteatri v Sutriju, Carmoni in Ucubiju so bili zgrajeni okoli 40.-30. pr. n. št., v Antiohiji in Festu (I. faza) sredi 1. stoletja pr. n. št.

### Cesarsko obdobje
V cesarskem obdobju so amfiteatri postali sestavni del rimske urbane pokrajine. Ker so se mesta med seboj borila za premoč v civilnih stavbah, so amfiteatri postali vse bolj monumentalni v obsegu in okrasju. Imperialni amfiteatri so udobno namestili 40.000–60.000 gledalcev ali do 100.000 gledalcev na največjih prizoriščih, hipodromi pa so jih po sedežnih zmogljivostih presegli. Imeli so večnadstropna arkadna pročelja, ki so bila okrašeni z marmornimi in štukaturnimi oblogami, kipi in reliefi ali celo delno iz marmorja. 
Kot je cesarstvo raslo, je večina njegovih amfiteatrov ostala koncentrirana v latinsko govoreči zahodni polovici, medtem ko so bile na vzhodu predstave večinoma uprizorjene na drugih prizoriščih, kot so gledališča ali stadioni . Na zahodu so bili amfiteatri zgrajeni kot del romanizacijskih prizadevanj, tako da so se osredotočili na cesarski kult, zasebne dobrotnike ali lokalno upravo kolonij ali deželnih prestolnic kot atribut rimskega občinskega statusa. V rimski severni Afriki je bilo zgrajeno veliko število skromnih prizorišč, kjer je večino arhitekturnega znanja zagotovila rimska vojska. 

### Pozno cesarstvo in nazadovanje tradicije amfiteatrov
Več dejavnikov je povzročilo izumrtje tradicije gradnje amfiteatra. Gladiatorska munera (javna dela in zabave, ki so jih zagotovili posamezniki z visokim statusom in bogastvom v korist rimskega prebivalstva (populus Romanus). Beseda munera, ednina munus pomeni 'dolžnost, obveznost', ki izraža odgovornost posameznika, da zagotovi storitev ali prispevek svoji skupnosti) je izhajala iz javnega življenja v 3. stoletju, zaradi gospodarskega pritiska, filozofskega neodobravanja in nasprotovanja vse bolj prevladujoče nove religije krščanstva, katere privrženci so takšne igre obravnavali kot grozote in zapravljanje denarja. Predstave, v katerih so nastopale živali, so preživele vse do 6. stoletja, vendar so postale dražje in redkejše. Širjenje krščanstva je spremenilo tudi vzorce javne dobrobiti: tam, kjer se je poganski Rimljan pogosto gledal kot homo civicus, ki je dajal koristi javnosti v zameno za status in čast, bi bil kristjan bolj pogosto nov državljan, homo interior, ki je skušal doseči božansko nagrado v nebesih in usmeril svojo dobrotnost v milost in dobrodelnost, ne pa v javna dela in igre. 
Te spremembe so pomenile, da je bila uporaba amfiteatrov vedno manjša in je bilo vedno manj sredstev za njihovo izgradnjo in vzdrževanje. Zadnja zgradba amfiteatra je zapisana leta 523 v Pavii pri Teoderiku . Po koncu venationes, je bil edini preostali namen amfiteatrov kraj javnih usmrtitev in kazni. Po tem, ko je celo ta namen izginil, so bili mnogi amfiteatri zapuščeni in so bili postopoma razstavljeni za gradbeni material, porušeni, da bi naredili prostor za novejše zgradbe ali vandalizirali. Drugi so bili preoblikovani v utrdbe ali utrjena naselja, kot so Leptis Magna, Sabrata, Arles in Pulj, v 12. stoletju pa so Frangipani utrdili celo Kolosej, da bi jim pomagal pri boju proti Rimski oblasti. Drugi pa so bili spremenjeni v krščanske cerkve, vključno z areno v Arlesu, Nîmesu, Tarragoni in Saloni; Kolosej je postal krščansko svetišče v 18. stoletju.
Med ostalimi amfiteatri so mnogi zdaj zaščiteni kot zgodovinski spomeniki in so turistične znamenitosti.

## Pomembni rimski amfiteatri
| Kolosej (Rim)        | 188 × 156 m |
| Capua (Italija)      | 167 × 137 m |
| Italica (Španija):   | 157 × 134 m |
| Tours                | 156 × 134 m |
| Kartagina (Tunizija) | 156 × 128 m |
| Autun                | 154 × 130 m |
| Flavjski amfiteater  | 147 × 117 m |
| Nîmes                | 133 × 101 m |

### Kolosej
Flavijev amfiteater v Rimu, bolj znan kot Kolosej, je arhetipski in največji amfiteater. Zgrajen je bil med letoma 72. in 80. našega štetja. Dimenzije stavbe in arene so 188 × 156 in 86 × 54 metrov. Naročil ga je cesar Vespazijan za glavno mesto starodavnega Rimskega cesarstva, vendar ga ni dokončal, odprl ga je njegov sin Tit Flavij leta 80. kot darilo za rimske ljudi.

### Amfiteater v Pompejih
Pompejski amfiteater je najstarejši ohranjen rimski amfiteater. Stoji v rimskem mestu Pompeji in je bil pokopan pod pepelom izbruha Vezuva leta 79, ki je tudi pokopal Pompeje in sosednje mesto Herkulanej. Je tudi najstarejši ohranjeni rimski amfiteater, zgrajen iz kamna.

### Faleria
Drugi največji rimski amfiteater je bil Faleria, zgrajen leta 43. Stal se je v Picenumu (zdaj Falerone) v Italiji. Dimenzije objekta so bile 178,8 × 106,2 metra in je imel areno v obliki elipse. Imel je dvanajst vhodov, od katerih so štirje vodili v areno in imeli osem vrst sedežev, razdeljenih na tri dele. Ostala je le zunanja stena amfiteatra, arena pa je prekrita s travo vse do podija.

### Capua
Tretji največji rimski amfiteater je v mestu Capua, z dimenzijami zgradbe 169,9 × 139,6 metra. Stal je v Kampaniji, kjer je zdaj Santa Maria Capua Vetere. Avgust ga je postavil v 1. stoletju pr. n. št. in je lahko sprejel do 60.000 gledalcev. Znan je kot arena, v kateri se je Spartak boril leta 73. pr. n. št. Gledališče so sčasoma uničili Vandali v napadu na Rim leta 456.

### Julia Caesarea
Četrti največji rimski amfiteater, Julia Caesarea je nastal po času Julija Cezarja. Zgrajen je bil v Mavretaniji med letoma 25 pr. n. št. in 23. n. št. po nalogu rimskega vladarja Juba II. in njegovega sina Ptolemaja Mavretanskega in je zdaj v sodobnem Cherchellu v Alžiriji. Kljub temu, da se ni obdržal, so bile dimenzije zgradbe 168 × 88 metrov in arene 72,1 × 45,8 metrov. 

### Italica
Peti največji rimski amfiteater je v provinci Sevilja v Španiji. Dimenzije zgradbe so 156,5 × 134 metrov, dimenzije arene pa 71,2 × 46,2 metra. Zgrajen je bil v času vladavine Adrianovega cesarstva, leta 117-138; amfiteater Italica je lahko sprejel do 25.000 ljudi in stoji še danes. 